# Raysa Ortiz
Raysa Isabel Ortiz Vilela (San Juan de Miraflores, 10 de agosto de 1995) es una actriz y cantante peruana, que obtuvo reconocimiento al haber interpretado a Estela Bravo en la teleserie cómica De vuelta al barrio. Es la hermana gemela de la también actriz Sirena Ortiz.

## Biografía
Raysa Ortiz nació el 10 de agosto de 1995 en la capital peruana Lima.[cita requerida] Proveniente de una familia de clase media alta, es la hermana gemela de Sirena Ortiz, quien también se desempeña como actriz.
Desde temprana edad, mostró su interés por la actuación gracias a la intervención de su abuela y junto a su hermana, emprendió una carrera artística participando en diferentes comerciales de televisión en su país. Gracias a ello, le ha permitió a participar en un taller de teatro de su colegio a la edad de los 16 años en el año 2011. Al acabar la secundaria, estudió la carrera de nutrición en la Universidad Le Cordon Bleu sin ejercer la profesión.[cita requerida]
Pero no fue hasta el año 2017, cuando Ortiz obtendría su paso al estrellato al ser incluida al reparto principal de la teleserie peruana De vuelta al barrio con su personaje Estela Bravo, quién sería una de las hijas del protagonista Pedro «Pichón» Bravo y se convirtió en la pieza clave de la trama por cuatro temporadas consecutivas hasta el capítulo final en 2021. Gracias a su popularidad en la ficción, se incursiona como cantante formando el dúo musical Raysa & Sirena con su hermana Sirena Ortiz haciendo su debut con el tema musical «Venciendo tu pasado» en 2019 y al año siguiente, lanzaron las otras producciones «Mejor sola» y «No pare», siendo en la última para la banda sonora de la teleserie De vuelta al barrio.[cita requerida] Anteriormente, ambas interpretaron la versión del sencillo «Loca» de Cali & el Dandee y Maite Perroni el año 2017.
Además, fue parte de la película ecuatoriana Misfit, eres o no eres para Enchufe.tv en el papel de Claudia, una estudiante de secundaria. En 2022, asume el rol antagónico principal de la telenovela Maricucha como Angelique Martel. Según en una entrevista para el portal El Comercio, Ortiz afirmó que su personaje estaba inspirado en la excampeona de surf peruana Sofía Mulánovich.
Lanza su primer sencillo en solitario bajo su nombre real, incluyendo el tema musical «No se pudo» en colaboración con Denni Den y volvió a trabajar con su hermana Sirena para los sencillos «Natural» y «No te quiero» ese año.[cita requerida]
Protagoniza el musical peruano La esquina de la cumbia en 2023 al lado de su pareja sentimental, el actor peruano Santiago Suárez, la cual se presentaron en el Teatro Plaza Norte. En la dicha obra de teatro, Ortiz interpreta a Elsa, la enamorada de Fernando quién lo conoció desde la infancia.
En ese año, interpreta el tema «Soy veneno», obteniendo una gran aceptación sin dejar de lado a su carrera actoral.[cita requerida]
En el año 2024 fue coprotagonista de la telenovela Los otros Concha, bajo el papel de Jesusa Soto, y al año siguiente, tuvo un corto rol en la teleserie La jefa.

## Filmografía

### Televisión
| Año       | Título                            | Rol                                                     | Notas                                                         | Emisión            | Ref.             |
| --------- | --------------------------------- | ------------------------------------------------------- | ------------------------------------------------------------- | ------------------ | ---------------- |
| 2017-2021 | De vuelta al barrio               | Estela Patricia Bravo Gutiérrez / «Estelita»            | Rol principal                                                 | América Televisión | [ 3 ]            |
| 2019      | Esto es guerra                    | Ella misma                                              | Participante invitada                                         | América Televisión | [ 15 ]           |
| 2022-2023 | Maricucha 2                       | Angelique Martel / «La chica de la playa»               | Rol de antagonista principal                                  | América Televisión | [ 11 ]           |
| 2023      | Perdóname                         | Leslie Bustamante                                       | Rol de antagonista reformada                                  | América Televisión | [cita requerida] |
| 2023      | Cualquier parecido                | Lizzie                                                  | Rol recurrente                                                | Vix                | [ 16 ]           |
| 2024      | Los otros Concha                  | Jesusa Lorena Concha Vargas / Jesusa Lorena Soto Vargas | Rol protagónico                                               | América Televisión | [ 17 ]           |
| 2024      | El gran chef famosos: La academia | Ella misma                                              | Concursante                                                   | Latina Televisión  | [ 18 ]           |
| 2025      | La rosa de Guadalupe Perú         | Andrea                                                  | Protagonista (Episodio: «Lo más sublime que tiene una mujer») | América Televisión | [cita requerida] |
| 2025      | La jefa                           | Alina Rodríguez                                         | Reparto recurrente                                            | Telemundo          | [cita requerida] |

### Cine
| Año  | Título                  | Rol             | Notas             | Ref.         |
| ---- | ----------------------- | --------------- | ----------------- | ------------ |
| 2021 | Misfit, eres o te haces | Claudia Centeno | Rol coprotagónico | [ 19 ] [ 8 ] |

### Teatro
| Año  | Título                              | Rol  | Notas           | Ref.          |
| ---- | ----------------------------------- | ---- | --------------- | ------------- |
| 2020 | Des-encuentros                      |      | Rol protagónico | [ 20 ] [ 21 ] |
| 2023 | La esquina de la cumbia, el musical | Elsa | Rol protagónico | [ 14 ]        |

## Discografía

### Álbumes con Raysa & Sirena
- 2019: «Venciendo tu pasado»
- 2020: «Mejor sola»
- 2022: «Natural»
- 2022: «No te quiero»

### Álbum en solitario
- 2022: «No se pudo»